# كارلوس بولستيكو غارسيا
كارلوس بولستيكو غارسيا (بالإنجليزية: Carlos P. Garcia)‏ (و. 1896 – 1971 م) هو دبلوماسي، من الفلبين، توفي في كيزون، عن عمر يناهز 75 عاماً بسبب نوبة قلبية.

## مناصب
تولى منصب رئيس الفلبين (17 مارس 1957–30 ديسمبر 1961)، ونائب رئيس الفلبين ‏ (30 ديسمبر 1953–17 مارس 1957)، و1970 Philippine Constitutional Convention election ‏.

## التعليم
تعلم في Silliman University ‏.
| المناصب السياسية           | المناصب السياسية                                | المناصب السياسية        |
| -------------------------- | ----------------------------------------------- | ----------------------- |
| سبقه رامون ماجسايساى       | رئيس الفلبين 17 مارس 1957 - 30 ديسمبر 1961      | تبعه ديوسدادو ماكاباجال |
| سبقه فرناندو لوبيز (سياسي) | نائب رئيس الفلبين 30 ديسمبر 1953 - 17 مارس 1957 | تبعه ديوسدادو ماكاباجال |

## روابط خارجية
- كارلوس بولستيكو غارسيا على موقع الموسوعة البريطانية (الإنجليزية)
- كارلوس بولستيكو غارسيا على موقع الموسوعة البريطانية (الإنجليزية)
- كارلوس بولستيكو غارسيا على موقع مونزينجر (الألمانية)
- كارلوس بولستيكو غارسيا على موقع إن إن دي بي (الإنجليزية)